# Coleoxestia errata
Coleoxestia errata là một loài bọ cánh cứng trong họ Cerambycidae.